# 搭飛機去
《搭飛機去》（韓語：비행기 타고 가요），為韓國Channel A電視台於2019年推出的綜藝節目，由Yura、申鉉濬、鄭珍雲、黄帝聖、奇熙賢等人共同出演。節目由首爾航空協助提供訓練與拍攝，主軸為體驗空服員訓練過程與完成訓練後正式服務客人的點點滴滴。
航空公司特別宣傳四位空服員其中將值勤首爾航空2019年1月19日的RS541航班，單程票為164,500韓圜，來回票則是301,000韓圜。

## 特別出演
- 金行來組長：首爾航空空服組組長。
- 金雄部長：首爾航空航空安全部部長。
- 張潤希組長：首爾航空營業組組長。
- 金珠美教官：有15年經驗的首爾航空空服安全教育負責教官。
- 崔榮錫機長：首爾航空機長。
- 李民相機長：首爾航空機長，有13年飛行經驗。
- 李成薰機長：首爾航空機長。
- 朴新燕經理：有5年經驗的首爾航空空服員經理，同時也是四位空服員抵達日本高松機場後，帶領其一同出遊放鬆休閒的夥伴。
- 金厚子空服員：有1年經驗的首爾航空空服員，同時也是四位空服員抵達日本高松機場後，帶領其一同出遊放鬆休閒的夥伴。
- 金藝智座艙長：有6年經驗的首爾航空空服員經歷，同時也是四位空服員抵達菲律賓長灘島後，帶領其一同出遊放鬆休閒的夥伴。
- 金韓美空服員：有2年經驗的首爾航空空服員，同時也是四位空服員抵達菲律賓長灘島後，帶領其一同出遊放鬆休閒的夥伴。
- 金民宗空服員：有1年經驗的首爾航空空服員，同時也是四位空服員抵達日本札幌後，帶領其一同出遊放鬆休閒的夥伴。
- 朴根玲座艙長：有11年經驗的首爾航空空服員經歷。
- 申有琳座艙長：有8年經驗的首爾航空空服員經歷，同時也是四位空服員抵達香港後，帶領其一同出遊放鬆休閒的夥伴。
- 鄭有琳空服員：有1年經驗的首爾航空空服員。
- 李承龍機長：首爾航空機長，有8年飛行經驗。
- 崔民京座艙長：有9年經驗的首爾航空空服員經歷，同時也是四位空服員抵達關島後，帶領其一同出遊放鬆休閒的夥伴。
- 金善雅座艙長：有4年經驗的首爾航空空服員經歷，同時也是四位空服員抵達米子市後，帶領其一同出遊放鬆休閒的夥伴。

## 各集內容
| 集數 | 播放日期      | 內容概要 |
| ---- | ------------- | --- |
| 1    | 2019年1月26日 | 回顧60天前，製作組通知四人即將要成為空服員時，四人的事前採訪、心情寫照與事前準備（包含撰寫自傳）等。 親自前往首爾航空公司面試場地，進行空服員面試徵選。 在首爾航空公司教育館，進行30天的空服員訓練。 前往航空公司集合，並與RS704航班空服員學長姐們見面，進行briefing與機艙duty分配。 空服員經理進行任務簡報；機長與副機長進行安全簡報。 全員搭乘大巴準備至機場準備值勤；走空服員通道進入管制區；進行乘客登機前準備。 歡迎乘客登機；幫助乘客放置手提行李至上方行李廂；空服員起飛前進行安全示範。                                                                               |
| 2    | 2019年2月2日  | 分發礦泉水給乘客；回收乘客飲用後的空杯。 機艙餐點與免稅商品販賣。 下機後事後檢討；至空服員宿舍休息。 與朴新燕經理和金厚子空服員一同去吃（空服員間流傳好吃的）烏冬麵。 第二天資深空服員隊第一個行程 |
| 3    | 2019年2月9日  | 第二天資深空服員隊第二個行程。 第二天年輕空服員隊行程。 全員享用晚餐；準備隔日勤務；就寢。 隔日早上全員上大巴士，進行RS701航班簡報。 機上服務；平安抵達仁川機場。 |
| 4    | 2019年2月16日 | 前往航空公司集合。 奇熙賢（DIA）實習空服員加入。 與RS541航班空服員學長姐們見面，進行briefing與機艙duty分配。 本航班因航空公司有提前特別宣傳，故有特別活動，由黃濟成主持。 空服員經理進行任務簡報；機長進行簡報。 全員搭乘大巴準備至機場準備值勤，巧遇前往關島的同公司前輩們；走空服員通道進入管制區；進行乘客登機前準備。 歡迎乘客登機；幫助乘客放置手提行李至上方行李廂；空服員起飛前進行安全示範。 分發礦泉水給乘客；回收乘客飲用後的空杯。 準備飛機餐，並發送給正確的乘客；供餐緊急事故應變。 本班機特別活動。 機艙免稅商品販賣。                                          |
| 5    | 2019年2月23日 | 販賣免稅品出現進度過慢與解決。 抵達卡利博國際機場後，進行事後檢討。 搭乘大巴前往碼頭（車程約1小時40分），再搭乘船前往長灘島（船程約5分）。 前往海灘與d*mall逛街，巧遇機上乘客與小朋友。 全體進行浮潛活動；隨後分成海洋運動隊與人生心願隊。 返回碼頭，並回卡利博國際機場附近的海鮮餐廳與崔英燮機長、李京善副機長一同用餐，隨後準備上飛機值勤。 |
| 6    | 2019年3月2日  | 五位空服員背後的故事（播放錄製過程的未公開視頻）。 全體成員感言。 |
| 7    | 2019年3月9日  | 奇熙賢（DIA）由實習空服員升職為正式空服員。 全員前往航空公司集合。 討論鄭珍雲入伍；黃濟成因行程無法配合，未參與本次航班。 全員發現接受空服訓練時的金珠美教官，為值勤航班的座艙長。 與RS792班空服員學長姐們見面，進行briefing與機艙duty分配。 分發礦泉水給乘客；回收乘客飲用後的空杯。 機艙免稅商品販賣與緊急事故處理。 抵達新千歲機場後，進行事後檢討。 金珠美教官對申鉉濬與Yura進行評價，並贈送全員新年禮物。 前往宿舍稍事休息後，與金民宗空服員至札幌日式居酒屋享用海鮮料理。 與金珠美教官視訊通話；同時也念出朴新燕經理給申鉉濬的簡訊長文。                                |
| 8    | 2019年3月16日 | 全員起床梳理，前往小樽運河欣賞風景，隨後前往小樽音樂盒堂本館購物，再前往拉麵店享用味噌拉麵。 欣賞七星之樹、「Ken & Mary之樹」，再前往美瑛駅欣賞耶誕樹。 前往感性的咖啡店及「白鬍子瀑布」。 前往新千歲機場值勤RS791航班，於機艙內進行briefing與機艙duty分配。 乘客們瘋狂搶購機上的拉麵，空服員們緊急製作與販售。 平安抵達首爾仁川機場。 |
| 9    | 2019年3月23日 | 金基利空服員加入。 前往航空公司集合，並與RS531航班空服員學長姐們見面，進行briefing與機艙duty分配。 分發礦泉水給乘客，途中因遇到亂流暫停服務；回收乘客飲用後的空杯。 機艙免稅商品販賣。 金基利不小心打翻給客人的水，緊急事故應變與處理。 向前輩請教空服員之間的流言與傳說。 享用空服員間評比第一名的員工餐點——拌飯。 抵達赤鱲角機場後，進行事後檢討，座艙長選擇Yura為本次飛行MVP。 享用餛飩麵早餐；同時申鉉濬告知申有琳座艙長，自行事前向其他空服員調查座艙長的結果。 |
| 10   | 2019年3月30日 | 前往赤柱市集逛街，並在周圍散步至碼頭。 和申有琳座艙長一同去吃（空服員間流傳好吃的）赤柱美食店家。 申有琳座艙長與父親通話。 分成Yura隊和申鉉濬隊行動。申鉉濬隊行程為：前往荷李活道散步→前往尖沙咀逛街→前往《許留山》享用芒果甜品→前往九龍公園→前往幻彩詠香江欣賞燈光秀；Yura隊行程為：中環半山自動手扶梯→蘇豪街逛街→前往《蘭芳園》享用港式奶茶與吐司→荷李活道散步。 香港知名男演員任達華驚喜出演，並與大家一同用餐。 |
| 11   | 2019年4月6日  | 黄帝聖空服員回歸；鄭俊鎬空服員加入。 前往航空公司集合，並與RS102航班空服員學長姐們見面，進行briefing與機艙duty分配。 黄帝聖帶領大家進行機內活動。 住宿關島樂天酒店（Guam Lotte Hotel），享用早餐及飯店設施（如：泳池等等。）。 |
| 12   | 2019年4月13日 | 租車前往天然洞穴Marbo Cave→Marbo Cliff side→瑞提迪恩岬海灘→日落餐廳。 全員捉弄因自行回飯店洗澡與換衣服，而晚餐遲到的鄭俊鎬。 隔天享用早餐後，全員搭乘遊艇出海欣賞海豚、釣魚、潛水和水上/船上活動等。 黄帝聖因行程緣故提前離開。 |
| 13   | 2019年4月20日 | 奇熙賢因行程無法配合，未參與本次航班。 權赫秀、金昇惠實習空服員加入。 前往航空公司集合，並與RSRS745航班空服員學長姐們見面，進行briefing與機艙duty分配 鄭俊鎬空服員遲到，而被座艙長訓斥；同時也因先前累積足夠經驗，而升級為正式空服員。 權赫秀放送歡迎登機詞時失誤。 分發礦泉水給乘客。 小乘客前往後艙找Yura，並將食物分享給Yura。 特別活動，由金昇惠主持，隨後由權赫秀接棒主持。 機上服務；平安抵達米子機場。 參觀由志園並賞花。 於鳥取T大蟹美食店，享用大蟹料理。 鄭俊鎬因行程緣故提前離開。 參訪鳥取砂丘。 主持與各集出演藝人和嘉賓（含前述各集座艙長）分別訴說自己的心得。 |

## 外部連結
- 搭飛機去的Instagram帳戶
- Daum上《搭飛機去》的資料